# Rankinia diemensis
Rankinia diemensis är en ödleart som beskrevs av  Gray 1841. Rankinia diemensis är ensam i släktet Rankinia som ingår i familjen agamer. IUCN kategoriserar arten globalt som livskraftig. Inga underarter finns listade i Catalogue of Life. Släknamnet hedrar den australiska zoologen Peter Rankin som dog på Nya Kaledonien medan han letade efter geckoödlor.
Denna ödla förekommer i sydöstra Australien i delstaterna New South Wales och Victoria, på Tasmanien och på mindre öar i samma region. Den lever i låglandet och i låga bergstrakter. Exemplaren vistas i torra och klippiga skogar, i buskskogar och i hedmarker. Honor lägger ägg.
Beståndet hotas genom landskapsförändringar på grund av introducerade betande djur. Hela populationen minskar men den är fortfarande stor. IUCN listar arten som livskraftig (LC).